# 弗朗西斯·伯尼
弗朗西斯·伯尼（英语：Frances Burney，1752年6月13日—1840年1月6日），亦称范尼·伯尼（Fanny Burney），婚后名为达布雷夫人（Madame d'Arblay），是英国讽刺小说家、书简作家与剧作家。

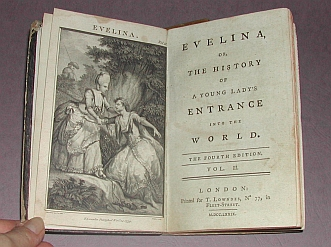
Evelina, 1779版

她于1752年6月13日出生于英国林恩瑞吉斯（今称京斯林），是音乐家与音乐史家查尔斯·伯尼（Charles Burney，1726－1814）和其第一任妻子埃斯特·伯尼（Esther Sleepe Burney，1725－1762）之女。作为她母亲六个孩子中排行第三的女儿，她从小自学并从十岁开始写作。1793年，时龄41岁的她嫁给了法国流亡者亚历山大·达布雷将军（Alexandre D'Arblay），并于1794年诞下他们唯一的儿子——亚历山大。在经历了漫长的写作生涯与长达十年的颠沛流离后，她在英格兰巴斯定居，并最终在那里于1840年1月6日过世。